# Coleophora nomgona
Coleophora nomgona — вид лускокрилих комах родини чохликових молей (Coleophoridae).

## Поширення
Вид поширений в Східній Європі та Північної Азії. Присутній у фауні Угорщини, Румунії, України, Росії та Монголії.